# Neil Diamond
Neil Leslie Diamond, (Brooklyn, New York, Sjedinjene Države, 24. siječnja 1941.) američki je pjevač, gitarist i skladatelj.

## Životopis
Diamond je pohađao gimnaziju zajedno s Barbrom Streisand i pjevali su zajedno u školskom zboru. Kada je napunio 16 godina na poklon je dobio gitaru i ubrzo je naučio svirati.
Poslije završetka škole Diamond radi u korporaciji The Brill Building na Broadwayu, koja se 1962. sastojala od 165 poduzeća, koja su bila povezana s različitim granama glazbene industrije. Tu je jedan pjevač, sastav ili producent mogao susresti ljude s kontaktima u glazbenom i radio svijetu, kao i snimiti demo ploču. Upravo tu Diamond dožvljava svoj prvi uspjeh s pjesmom I’m a Believer koja je bila obrada istoimenog hita sastava The Monkees.
U glazbeni svijet pokušava se probiti sa pseudonimom Eice Chary, što nije baš najbolje prihvaćeno tako da u budućnosti koristi svoje pravo ime.
1977. izdaje album I’m Glad You’re Here With Me Tonight koji je sadržavao pjesmu You Don’t Give Me Flowers.
Istu pjesmu imala je i Barbra Streisand na jednom svom albumu, što iskorištava jedan disk-džokej i pravi virtualni duet s njih dvoje.
Taj duet doživljava enormnu slavu tako da oboje odlučuju otpjevati zajedno istu pjesmu u zajedničkom nastupu što biva veliki hit 1978.
Postojali su čak i planovi za snimanjem filma u kojem bi Diamond i Streisend imali glavne uloge ali do snimanja nije došlo jer je Neil Diamond u to vrijeme (1980.) snimao nastavak filma Ala Jolsona The Jazz Singer iz 1927. U istoimenoj verziji iz 1980. godine pored Diamonda su nastupili Laurence Olivier i Desi Arnaz. Film ne doživljava uspjeh za razliku od glazbe iz filma i tada je Neil Diamond bio na vrhuncu karijere.
Songwriters Hall of Fame dodjeljuju Neil Diamondu 2000. nagradu The Sammy Kahn Lifetime Achievement Award.
2001. glumio je sebe u komediji Saving Silverman.
S albumom Home Before Dark iz 2008. Diamond se prvi put penje na prvo mjesto ljestvice albuma u USA.
2011. izabran je u Rock and Roll Hall of Fame.

## Diskografija (izbor)
- Sweet Caroline (1969.)
- Tap root Manauscript(1970.)
- Stones  (1971.)
- Moods  (1972.)
- Jonathan Livingston Seagull (197.3)
- His 12 Greatest Hits (kompilacija) (1974.)
- Serenade (1974.)
- Beautiful Noise (1976.)
- I'm Glad You're Here With Me Tonight (1977.)
- Love At The Greek (live, 2-LP) (1977.)
- September Morn (1979.)
- The Jazz Singer (soundtrack) (1980.)
- On The Way To The Sky (1981.)
- Heartlight (1982.)
- Primitive (1984.)
- Headed For The Future (1986.)
- Hot August Night II (live, 2-LP) (1987.)
- Lovescape (1991)
- Greatest Hits (1966 - 1992) (kompilacija, 2-CD) (1992)
- Up On The Roof-Songs From The Brill Building (1993.)
- Live In America (1991 - 1993) (Live, 2-CD) (1994.)
- The Christmas Album, Volume II (1994.)
- Stages - Performances 1970 - 2003 (Live, 5-CD + 1 DVD-box) (2003.)
- 12 Songs (2005.)
- Home Before Dark (2008.)
- A Cherry Cherry Christmas (2009.)
- Dreams (2010.)

## Vanjske poveznice
- - neildiamond.com službena stranica  Arhivirana inačica izvorne stranice od 25. veljače 2011. (Wayback Machine)
- Neil Diamond u internetskoj bazi filmova IMDb-u (engl.)